# Tendon (Vosges)
Tendon é uma comuna francesa na região administrativa do Grande Leste, no departamento de Vosges. Estende-se por uma área de 21.85 km². Em 2010 a comuna tinha 521 habitantes (densidade: 23,8 hab./km²).